# Centro Cultural Banco do Brasil
O Centro Cultural Banco do Brasil (CCBB) é uma rede de espaços culturais geridas e mantidas pelo Banco do Brasil, com o objetivo de disseminar a cultura pela população. Atualmente, encontra-se instalado em quatro capitais brasileiras: Rio de Janeiro, São Paulo, Belo Horizonte e Brasília.

## Unidades

### Belo Horizonte
A unidade do CCBB na capital mineira foi inaugurada em 27 de agosto de 2013. As obras de restauração e adaptação do edifício, inaugurado em 1930 como sede da Secretaria do Interior do Estado de Minas Gerais, tiveram início em 7 de agosto de 2009.
A unidade, a quarta no país, possui teatro com 300 lugares, seis salas de exposição, cafeteria, sala de programa educativo, sala multimeios, loja de produtos culturais e área administrativa. Na primeira etapa foram previstos 8 mil metros quadrados, aos quais se somaram outros 4 mil na segunda fase, totalizando 12 mil metros quadrados de área construída.
Os investimentos na reforma do prédio chegam a R$ 21 milhões. Não estão incluídos nessa conta os recursos gastos com mobiliário, iluminação, instrumentos musicais e programação.
O CCBB BH é resultado de uma parceria entre o Banco do Brasil e o Governo do Estado de Minas Gerais, integrando o "Circuito Cultural Praça da Liberdade", complexo de cultura sendo implantado nos prédios públicos do entorno da famosa praça de BH.

### Brasília
A unidade da capital federal foi inaugurada em 12 de outubro de 2000, funcionando no SCES (Setor de Clubes Esportivos Sul), no Edifício Tancredo Neves, projetado por Oscar Niemeyer para abrigar a área de educação do BB.

### Rio de Janeiro
O primeiro CCBB foi idealizado em 1986, durante a administração do presidente do BB Dr. Camillo Calazans de Magalhães, sendo inaugurado no Rio de Janeiro em 12 de outubro de 1989, num prédio histórico de 17 mil m² construído em 1906 e que havia abrigado a sede do Banco do Brasil a partir da década de 1920.
O edifício possui salas para mostras no primeiro e segundo andares, uma sala de cinema com 110 lugares no térreo, uma sala com 53 lugares para exibição de vídeos no mezzanino, três salas para espetáculos teatrais (um no térreo, com 175 lugares, e dois no segundo andar, um com 158 lugares e outro sem lugares fixos, para espetáculos alternativos). Há ainda um auditório com 90 lugares no quarto andar e uma biblioteca no quinto andar.

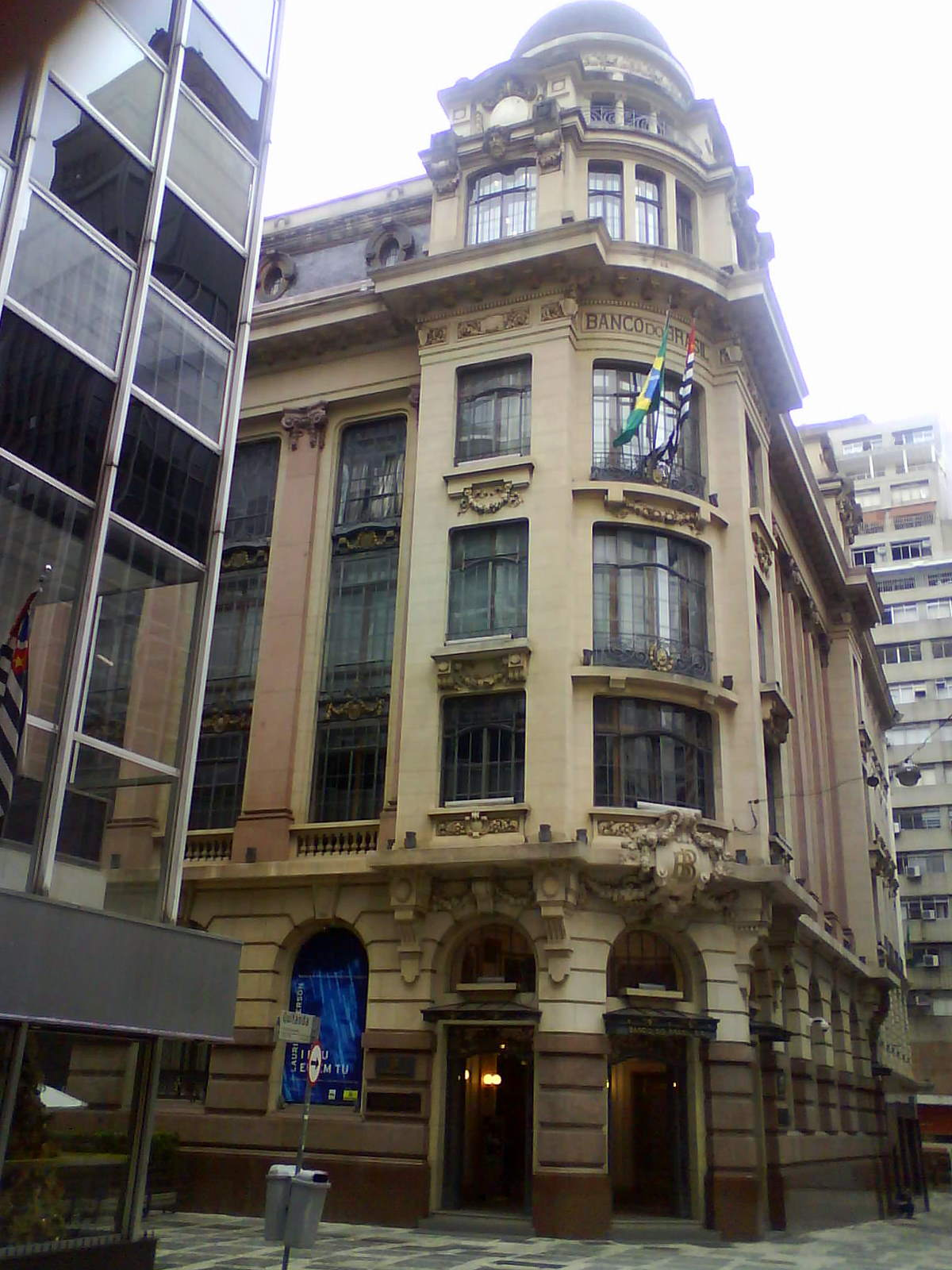
CCBB na cidade de São Paulo.

Segundo levantamento realizado em 2013, o CCBB Rio é o museu mais visitado do Brasil, 2 milhões e 200 mil visitantes por ano.

### São Paulo
O centro cultural da capital paulista foi inaugurado em 21 de abril de 2001 com sede na rua Álvares Penteado (esquina com a Rua da Quitanda (São Paulo), no centro histórico da cidade. O acesso pode ser feito pelo metrô, utilizando as estações Sé e São Bento. As ruas em que se encontra localizado o Centro Cultural atualmente são vias só para pedestres.
O edifício construído em 1901, foi comprado em 1923 pelo Banco do Brasil. Que coube ao engenheiro-arquiteto Hippolyto Gustavo Pujol Junior transformá-lo em agência bancária, que funcionou de 1927 até 1996, onde tornou-se o primeiro prédio próprio do Banco do Brasil em São Paulo. Os elementos da arquitetura original foram restaurados, mantendo assim as linhas que o tornam um dos mais significativos exemplos da arquitetura do início do século desta cidade.
A sede tem 4.183 metros quadrados e conta com salas de exposições, um cinema, um teatro, um auditório, salas de vídeo, restaurante, bomboniere e café.